# Desperation (album)
Desperation è l'album discografico dell'esordio di Ivan Graziani che però esce a nome di Rockleberry Roll (pseudonimo dello stesso Ivan Graziani), pubblicato dall'etichetta discografica Freedom Records nel 1973.

## Tracce
Tutti i brani composti da Ivan Graziani e Widen
Lato A
1. Desperation
2. Like a Boy I Cried
3. Crystal Dale
4. For Julia
5. The Message

Lato B
1. Sometimes Maryanna
2. Hy Jack
3. Give You All My Love
4. Stupid Strong Man
5. Guitar Woman

## Musicisti
- Ivan Graziani - voce, chitarra

Note aggiuntive
- Stan Shyprewsky - produttore
- Omerus Von Der Velt (Ivan Graziani) - copertina

## Distribuzione
Mai pubblicato su cd, è inedito anche per il download.